# Babiki
Babiki – wieś w Polsce, położona w województwie podlaskim, w powiecie sokólskim, w gminie Szudziałowo.
W latach 1954–1972 wieś należała i była siedzibą władz gromady Babiki. W latach 1975–1998 wieś administracyjnie należała do województwa białostockiego.
Prawosławni mieszkańcy wsi podlegają parafii pw. Św. Apostołów Piotra i Pawła w niedalekim Samogródzie, a wierni kościoła rzymskokatolickiego należą do parafii Najświętszej Maryi Panny Pośredniczki Łask i św. Agaty w Minkowcach.

## Opis
Babiki w okresie międzywojennym były siedzibą urzędu gminy wiejskiej Odelsk. 
W 1929 r. mieszkało tu 125 osób. Był jeden wiatrak i jeden sklep spożywczy.
W 1945 roku wschodnia część terenów gminy Odelsk została włączona do Białoruskiej SRR, a z pozostałych terenów utworzono gminę Babiki z siedzibą w Babikach. Reformą administracyjną z 1954 roku zlikwidowano gminę.

## Integralne części wsi
| SIMC    | Nazwa         | Rodzaj  |
| ------- | ------------- | ------- |
| 0041909 | Zubowszczyzna | kolonia |